# Кларк, Энтони Уэйн
Энтони Кларк (англ. Anthony Wayne Clark; 15 сентября 1966 года, Филиппины — 22 мая 2005 года, Френдсвуд, Техас, США) — профессиональный пауэрлифтер, установивший мировой рекорд в жиме лёжа; имя этого спортсмена увековечено в Зале Славы Йорка Барбелла (англ. York Barbell Hall of Fame).

## Биография

### Детство
Родился Энтони Кларк в семье, регулярно подвергавшей его физическому насилию. Переехав с родителями в Соединённые Штаты в возрасте 7 лет, столкнулся с расизмом и насмешками в свой адрес, в частности из-за худощавого телосложения. В 13 лет, желая изменить себя к лучшему, Кларк начал поднимать цементный груз весом 110 фунтов (50 кг). В 16 лет Кларк увлекся религией и поклялся, что станет с помощью бога сильнейшим человеком в мире, после чего приступил к занятиям по пауэрлифтингу.

### Спортивная карьера
Отличительной чертой Кларка являлось выполнение жима лёжа обратным хватом. В 1986 году стал первым молодым спортсменом, выжавшим лёжа 600 фунтов (270 кг) обратным хватом, все последующие рекорды выполнялись тем же хватом. В 1992 году Кларк пожал лёжа 700 фунтов (320 кг). 25 сентября 1993 года, на соревновании U.S. Powerlifting Federation Northwest Open, Кларк побил собственный рекорд, выжав 735 фунтов (333 кг). До этого, в мае 1993 он выжимал 725 фунтов (329 кг).
На выступлении в рамках Arnold Schwarzenegger Classic в 1997 году Кларк успешно выполнил жим лёжа обратным хватом с весом 800 фунтов (360 кг).
После побития данного рекорда Кларк гастролировал с шоу-программой World’s Strongest Man. После программы показа своей силы Кларк выступал с мотивационными речами, семинарами и воодушевлял подростков и заключённых тюрем изменять свои жизни к лучшему. Кларк всегда утверждал, что он прекратил принимать стероиды в 22 года заявляя, что всё, что они делали — это поднимали его артериальное давление. Во время одной из программ Энтони толкнул телегу со слоном, весящим более 6000 фунтов (2700 кг) и бросил на расстояние золотые слитки.

### Уход из жизни
Энтони Кларк скоропостижно ушёл из жизни 22 мая 2005 года, не перенеся сердечного приступа и последовавшей за ним почечной недостаточности. Его тело погребено в г. Уэбстере, штат Техас, на кладбище Forest Park East Cemetery.